# Escola Tècnica Superior d'Arquitectura de València
L'Escola Tècnica Superior d'Arquitectura de València (l'acrònim de la qual és ETSAV) és l'escola d'arquitectura de la Universitat Politècnica de València (UPV). L'única titulació que imparteix és la d'arquitecte segons el seu programa de crèdits aprovat en 2002 i segons el nou pla d'estudis de grau aprovat en 2010. Completa el seu programa educatiu amb un Màster Oficial en conservació de patrimoni arquitectònic i un Màster Oficial en arquitectura, urbanisme i paisatge. És l'única escola d'arquitectura pública de València, encara que hi ha unes altres dos Universitats privades (CEU Cardenal Herrera i Universitat Europea de Madrid a la ciutat) en les quals també es pot estudiar aquest grau.
No s'ha de confondre amb l'Escola Tècnica Superior d'Arquitectura del Vallès (depenent de la Universitat Politècnica de Catalunya) o l'Escola Tècnica Superior d'Arquitectura de Valladolid, els acrònims de les quals també són ETSAV.
L'escola es troba al Campus de Vera de la Universitat Politècnica de València, situat entre el Camí de Vera i l'Avinguda del Tarongers (Plànol interactiu). Ocupa una part important del campus de la universitat, ja que les aules i departaments es troben als edificis 2A, 2B, 2C, 2D i 2F, sent aquest últim la seva seu principal. Delimita l'Àgora de la universitat per una de les seves cantonades.

## Antics directors
- Román Jiménez Iranzo (novembre 1968 - juny 1973)
- Miguel Colomina Barberá[1] (juny 1973 - juny 1977)
- Joaquín García Sanz (juny 1977 - juny 1978)
- Violeta Montoliu Soler (juny 1978 - novembre 1978)
- Joaquín Arnau Estimo (novembre 1978 - febrer 1981)
- Nadal Batle Nicolau (febrer 1981 - desembre 1982)
- Joaquín Arnau Estimo (desembre 1982 - juliol 1983)
- Jaime Llinares Galiana (juliol 1983 - febrer 1986)
- Vicente Galvañ Llopis (març 1986 - febrer 1988)

Comissió Gestora (gener 1988 - març 1988)
- Bernardo Perepérez Ventura (març 1988 - març 1992)
- Arturo Martínez Boquera (març 1992 - juliol 2003)
- Ignacio Bosch Reig (juliol 2003 - maig 2008)
- Ana Llopis Reyna (maig 2008 - maig 2012)
- Vicente Más Llorens (maig 2012 - novembre 2016)
- Ivan Cabrera i Fausto (desembre 2016 - actualitat)